# Glycymeris keenae
Glycymeris keenae är en musselart som beskrevs av Willett 1944. Glycymeris keenae ingår i släktet Glycymeris och familjen Glycymerididae. Inga underarter finns listade i Catalogue of Life.